# Colstrip (Montana)
Colstrip es una ciudad ubicada en el condado de Rosebud en el estado estadounidense de Montana. En el Censo de 2010 tenía una población de 2214 habitantes y una densidad poblacional de 191,45 personas por km².

## Geografía
Colstrip se encuentra ubicada en las coordenadas 45°53′46″N 106°37′40″O / 45.89611, -106.62778. Según la Oficina del Censo de los Estados Unidos, Colstrip tiene una superficie total de 11.56 km², de la cual 11.56 km² corresponden a tierra firme y (0%) 0 km² es agua.

## Demografía
Según el censo de 2010, había 2214 personas residiendo en Colstrip. La densidad de población era de 191,45 hab./km². De los 2214 habitantes, Colstrip estaba compuesto por el 84.69% blancos, el 0.23% eran afroamericanos, el 8.99% eran amerindios, el 0.63% eran asiáticos, el 0.09% eran isleños del Pacífico, el 0.41% eran de otras razas y el 4.97% pertenecían a dos o más razas. Del total de la población el 4.34% eran hispanos o latinos de cualquier raza.